# Stellarton
Stellarton è una municipalità (town) del Canada, situata nella provincia di Nuova Scozia.